# Gefecht bei Stallupönen
1914

Ostpreußische Operation (Stallupönen, Gumbinnen, Tannenberg, Masurische Seen) – Galizien (Kraśnik, Komarów, Gnila Lipa, Lemberg,
Rawa Ruska) – Przemyśl – Weichsel – Krakau – Łódź – Limanowa–Lapanow – Karpaten
1915

Humin – Masuren – Zwinin – Przasnysz – Gorlice-Tarnów – Bug-Offensive – Narew-Offensive – Großer Rückzug – Nowogeorgiewsk – Rowno – Swenziany-Offensive
1916

Naratsch-See – Brussilow-Offensive – Baranowitschi-Offensive
1917

Aa – Kerenski-Offensive (Zborów) – Tarnopol-Offensive – Riga – Unternehmen Albion
1918

Operation Faustschlag – Krim
Das Gefecht bei Stallupönen fand am 17. August 1914 zwischen Teilen des deutschen I. Armee-Korps und Einheiten der russischen 1. Armee statt. Die zahlenmäßig weit unterlegenen deutschen Truppen brachten den russischen Verbänden beträchtliche Verluste bei und konnten sich während der Kämpfe im Wesentlichen behaupten, mussten aber am Ende des Tages im Schutze der Dunkelheit das Gefechtsfeld räumen, da sie Gefahr liefen, auf beiden Flügeln vom Gegner umfasst zu werden. Ein Eingreifen der deutschen Hauptkräfte war nicht möglich, da der Befehlshaber des I. Armee-Korps seine Verbände ohne Absprache mit dem Oberkommando der 8. Armee weitab vom vorgesehenen Aufstellungsraum versammelt hatte.

## Hintergrund

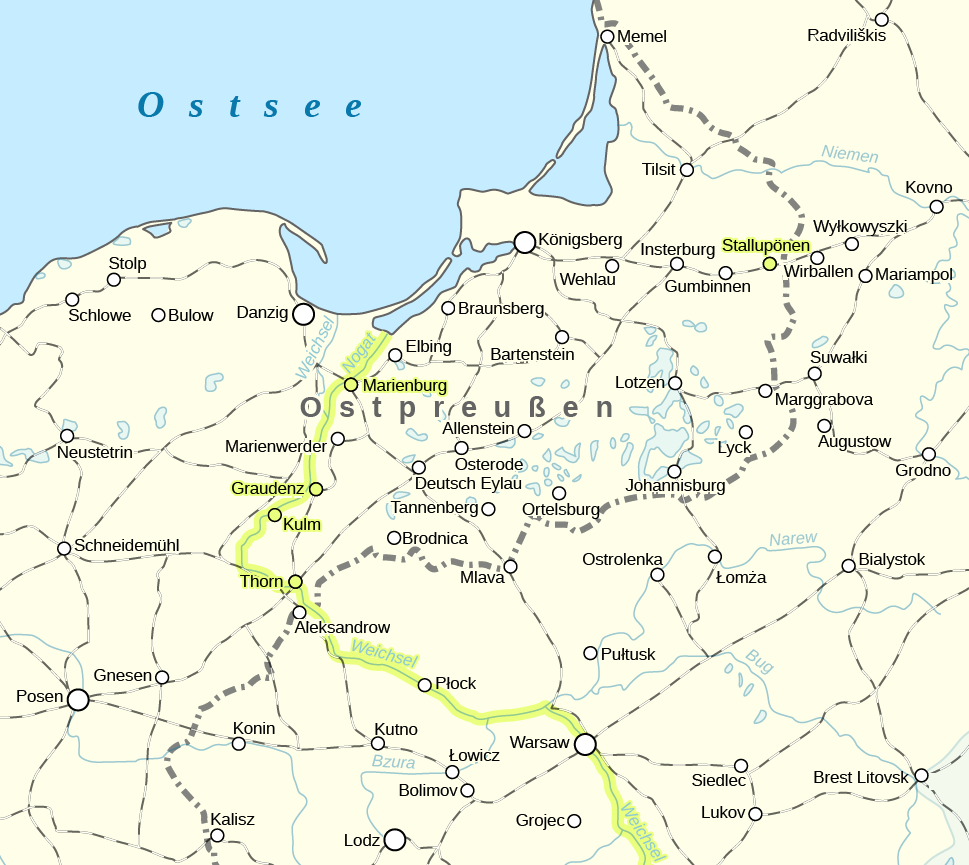
Lage der Weichsel-Nogat-Linie

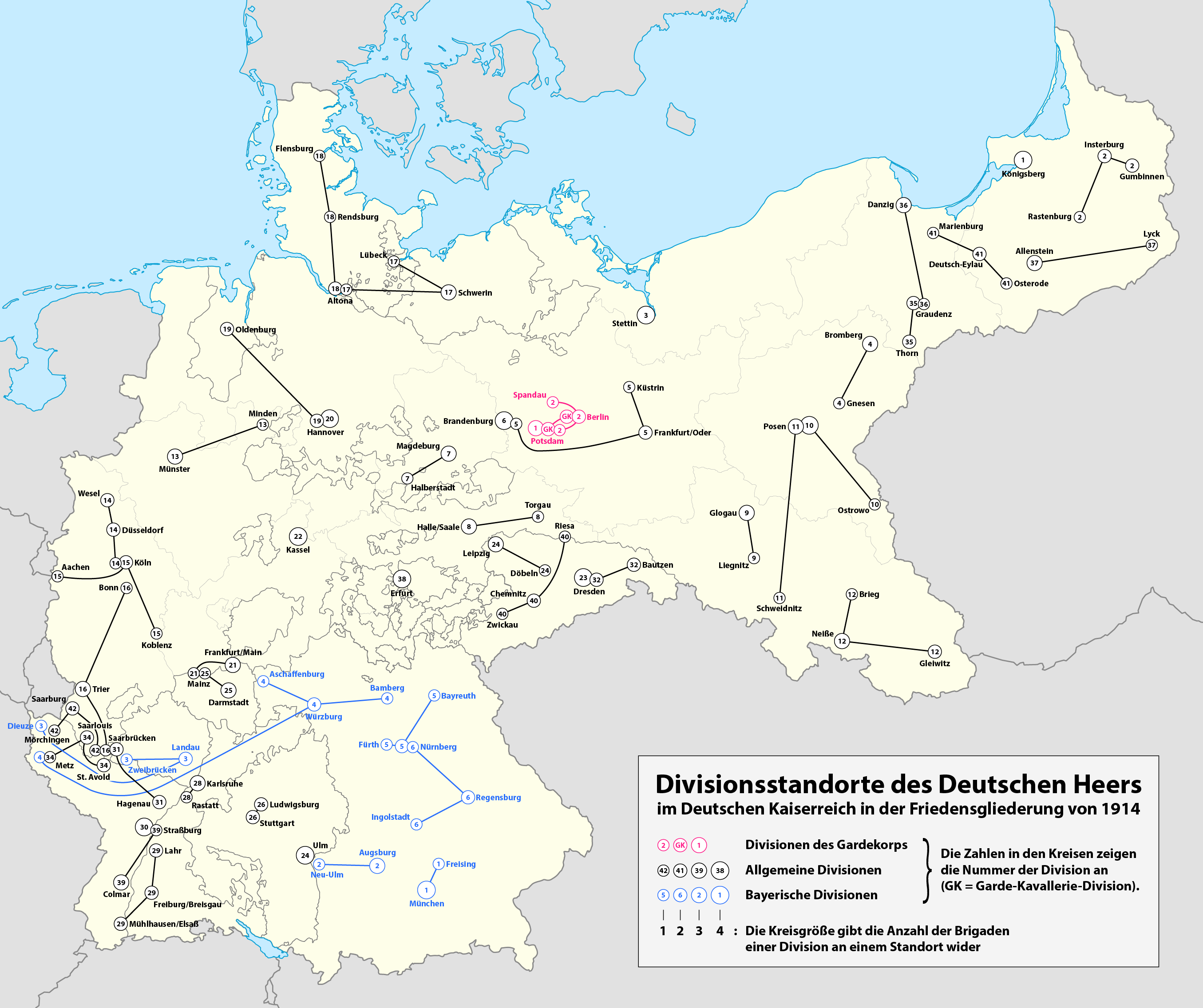
Divisionsstandorte 1914

Das vom deutschen Großen Generalstab entwickelte Konzept für die Anfangsphase eines Krieges gegen Russland orientierte zwar auf die defensive Behauptung auch grenznahen deutschen Territoriums, kalkulierte aber von vornherein auch die eventuelle Räumung der Gebiete östlich der oberen Oder, der Festung Posen und der unteren Weichsel – also die Preisgabe von Teilen der Provinzen Schlesien, Posen und Westpreußen, vor allem aber der gesamten Provinz Ostpreußen – ein.
Erst nach einem erzwungenen Zurückweichen auf die genannte Linie sollten die örtlichen Befehlshaber ihre Kräfte vollumfänglich einsetzen und sich unter allen Umständen bis zum Eintreffen der vom westlichen Kriegsschauplatz heranzuführenden Verstärkungen behaupten; dagegen waren östlich der vor dem Krieg ausgebauten Weichsel-Nogat-Linie (mit den befestigten Plätzen Thorn, Kulm, Graudenz und Marienburg) Gefechte nur anzunehmen, wenn sichere Aussicht auf Erfolg bestand. 
Im Sinne dieser Disposition sollten die deutschen Truppen in Ostpreußen die durch Seen und ausgedehnte Wälder voneinander getrennten russischen Verbände bei Gelegenheit angreifen und so zu örtlichen Erfolgen kommen.
Diese aktive Verteidigung sollte allerdings erst an der hierfür geographisch günstigen Linie Gumbinnen-Angerapp-Masurische Seen einsetzen. Mitte August 1914 plante das Oberkommando (AOK) der deutschen 8. Armee, den auf Höhe der Rominter Heide erwarteten Nordflügel der westwärts vorrückenden russischen 1. Armee aus dem Raum Gumbinnen-Angerapp heraus anzugreifen, zu umfassen und zu schlagen.
Anders als vom AOK 8 angeordnet hatte der Kommandierende General des I. Armee-Korps, Hermann von François (der die Ansicht vertrat, dass Generaloberst von Prittwitz zu „vorsichtig“ agiere), seine zwei Infanterie-Divisionen sowie die dem Korps zusätzlich unterstellten Verbände (1. Kavallerie-Division und 2. Landwehr-Brigade) bis zum 16. August 1914 nicht wie vorgesehen im Raum zwischen Insterburg und Gumbinnen versammelt, sondern nach Osten in Grenznähe vorgeschoben und weit (über 60 Kilometer) auseinandergezogen aufgestellt. 
Die 2. Infanterie-Division stand bei Goldap und Tollmingkehmen am Westrand der Romintenschen Heide, die 1. Infanterie-Division nördlich davon bei Stallupönen, die 1. Kavallerie-Division bei Pillkallen und die 2. Landwehr-Brigade weit entfernt nordwestlich bei Tilsit. 
Damit hatten sich die Verbände des I. Armee-Korps über 40 Kilometer von der hinter der Angerapp stehenden Hauptmasse der 8. Armee entfernt. Das AOK 8 erfuhr davon bis zum 17. August nichts. François ordnete mehrfach Erkundungsvorstöße über die russische Grenze hinweg an und sah auch für den 17. August ein solches Unternehmen vor. 
Mit einem russischen Großangriff wurde beim I. Armee-Korps nicht gerechnet, obwohl am Abend des 16. August vor der Front der 1. Infanterie-Division bei Eydtkuhnen Bereitstellungen russischer Infanterie und Artillerie beobachtet worden waren. Für den Morgen des 17. August sagte sich François zu Inspektionszwecken bei der 1. Infanterie-Division an.

## Verlauf
Am frühen Morgen des 17. August begann die russische 1. (Njemen-)Armee auf der gesamten Frontbreite zwischen Suwalki im Süden und Schillehnen im Norden den Vormarsch nach Westen. 
Im Zentrum des Vormarschstreifens, im Abschnitt des russischen III. und XX. Korps, lagen die Stellungen der deutschen 1. Infanterie-Division. Als François gegen 8 Uhr bei der Division eintraf, wurden deren zwei Brigaden bereits auf der gesamten Frontbreite nordöstlich, östlich und südöstlich von Stallupönen durch Kräfte dreier russischer Infanteriedivisionen angegriffen.
Gegen Mittag zeichnete sich auf beiden Flügeln eine Umfassung des deutschen Verbandes ab. Dennoch entschlossen sich François und der Divisionskommandeur, Generalleutnant Richard von Conta, die Stellung zu halten. Einen gegen 14 Uhr überbrachten Befehl des AOK 8 (das in der Nacht auf den 17. August von  der exponierten Lage des I. Armee-Korps Kenntnis erhalten hatte), der ihn zum Abbruch des Gefechts und zum sofortigen Rückzug auf Gumbinnen aufforderte, ignorierte François.
Unterdessen hatte der auf den Gefechtslärm aufmerksam gewordene Kommandeur der 2. Infanterie-Division, Generalleutnant Adalbert von Falk, in eigener Verantwortung entschieden, vier Bataillone seiner Division zur Unterstützung der 1. Infanterie-Division nach Nordosten in Marsch zu setzen.
Dieser Verband traf am späten Nachmittag auf dem Südteil des Gefechtsfeldes ein und griff die russische 27. Infanteriedivision, die sich im gleichen Augenblick einem Gegenangriff des hier stehenden Grenadier-Regiment „König Friedrich Wilhelm I.“ (2. Ostpreußisches) Nr. 3 ausgesetzt sah, bei Göritten in der Flanke an. Dadurch brach in den Reihen der russischen Division Panik aus, einige Regimenter strebten fluchtartig in Richtung Grenze zurück. Beim Überschreiten des Grenzflusses verursachte direkter Beschuss durch deutsche Artillerie erhebliche Verluste, mehrere tausend russische Soldaten ergaben sich; allein das Infanterieregiment 105 büßte etwa 3.000 Mann ein.
Auf dem Nordflügel mussten die deutschen Einheiten jedoch im Laufe des Nachmittags nach und nach in Richtung Stallupönen zurückweichen. Nach Einbruch der Dunkelheit stellten die russischen Kommandeure allerdings die Angriffe ein.
Während des Gefechts hatten russische Verbände die deutschen Stellungen im Norden umgangen und gegen Abend Kussen erreicht, etwa 40 Kilometer nordwestlich von Stallupönen. Damit lief die 1. Infanterie-Division Gefahr, binnen kurzer Zeit vom Raum Gumbinnen-Insterburg abgeschnitten zu werden. Auch südwestlich von Stallupönen konnte sich am Abend eine russische Brigade in den Rücken der deutschen Stellungen vorschieben.
Trotzdem weigerte sich François noch immer, den Rückzug einzuleiten. Er plante stattdessen, das Gefecht anderntags wieder aufzunehmen, obschon offensichtlich war, dass die russische Übermacht dann noch weitaus größer sein würde. Erst ein erneuter einschlägiger Befehl des AOK 8 veranlasste ihn am späten Abend, sich mit seinen Truppen in Richtung Gumbinnen abzusetzen.

## Folgen

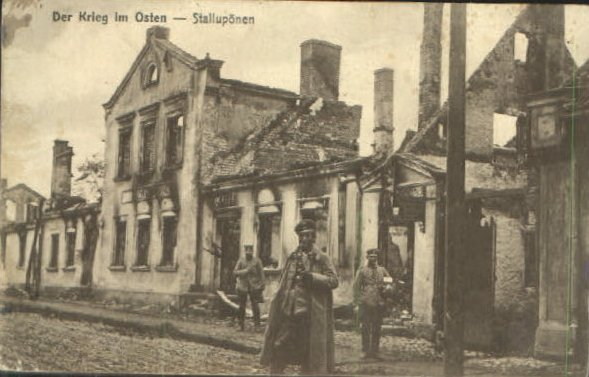
Spuren der Kämpfe in Stallupönen

Durch das eigenmächtige Agieren des I. Armee-Korps war die Disposition des AOK 8 in mehrfacher Hinsicht überholt. 
Der russische rechte Flügel reichte nicht, wie anfänglich unterstellt, lediglich bis zur Romintenschen Heide, sondern – durch die während des Gefechts unternommenen weiträumigen Umfassungsbewegungen noch zusätzlich ausgedehnt – viel weiter nach Norden. 
Eine Umfassung dieser russischen Gruppierung schien daher kaum mehr möglich, vielmehr lief die 8. Armee nun selbst Gefahr, an ihrem Versammlungsort aus nordöstlicher Richtung von russischen Truppen überflügelt zu werden. 
Zudem hatte das I. Armee-Korps den russischen Vormarsch verzögert und durch seine isolierte Aufstellung zugleich verhindert, dass der Rest der 8. Armee in das Gefecht eingreifen konnte. 
Damit war fraglich, ob die 8. Armee noch in der Lage war, eine Entscheidung gegen die Neman-Armee zu erzwingen, bevor die russische 2. (Narew-)Armee im Süden nach Ostpreußen einbrach.
Außerdem war das russische Oberkommando und die Feldkommandeure der Neman-Armee auf die Anwesenheit starker deutscher Verbände im Raum Gumbinnen aufmerksam geworden und agierten nun entsprechend vorsichtig, was den – wiederum auf Drängen François’ – drei Tage nach dem Gefecht bei Stallupönen lancierten deutschen Gegenschlag (vgl. Schlacht bei Gumbinnen) zusätzlich erschwerte.